# Герц, Джейми
Джейми Бет Герц (англ. Jami Beth Gertz; род. 28 октября 1965) — американская актриса. Известна ролями в таких фильмах, как «Пропащие ребята», «Брокер», «Меньше, чем ноль» и «Смерч», а также по главным ролям в комедийных сериалах «Непослушные родители» (2002—2006) и «Соседи» (2012—2014).

## Ранняя жизнь
Герц родилась в Парк-Ридж, пригороде Чикаго, Иллинойс. В 1983 году окончила среднюю школу Maine East. Её родителями являются Шэрон и Уолтер Герц, строитель и подрядчик. Джейми Герц выросла в светской еврейской семье, которая посещала синагогу консервативного направления в иудаизме United Synagogue Youth.

## Карьера
Участвовала в шоу талантов Нормана Лира, позже изучала драму в Нью-Йоркском университете. В 1981 году дебютировала в романтическом фильме «Бесконечная любовь», за которым последовала роль в сериале «Площадь-ориентир». В 1984 году появилась в молодёжном фильме «16 свечей». Первую заметную роль Герц сыграла в фильме «Меньше, чем ноль», где её персонаж — это подруга наркомана. Также в 1987 году она сыграла роль вампирши Стар в фильме «Пропащие ребята».
После работы в Париже в качестве дизайнера, Герц вернулась в Соединённые Штаты, где получила роль в блокбастере «Смерч». В 1994 году она появилась в эпизоде сериала «Сайнфелд». В 1997 году Герц периодически появлялась в роли доктора Нины Померанц в сериале «Скорая помощь».
В 2000 году Герц появилась в нескольких эпизодаз сериала канала Fox, «Элли Макбил». За эту роль она была номинирована на премию «Эмми» в категории «Лучшая приглашённая актриса в комедийном телесериале». В 2002 году Джейми Герц вернулась в финал сериала в качестве приглашённой актрисы. Также в 2002 году она сыграла Джилду Раднер в фильме «Gilda Radner: It’s Always Something».
С 2002 по 2006 год Герц исполняла главную роль в ситкоме «Непослушные родители». В 2005 году она снялась в телевизионном фильме «Несмотря на все препятствия». В 2009 году она появилась в нескольких эпизодах сериала «Красавцы». В 2011 году она выступила в качестве продюсера фильма «Лучшая жизнь», который был номинирован на премию «Оскар».
С 2012 по 2014 год Герц исполняла главную роль в ситкоме ABC «Соседи».

## Личная жизнь
Джейми Герц проживает в Беверли-Хиллз, Лос-Анджелес, с мужем Энтони Ресслером и тремя сыновьями: Оливером Джорданом Ресслером (родился 6 мая 1992), Николасом Симоном Ресслером (родился 17 февраля 1995) и Тео Ресслером (родился в 1998 году). Также она имеет двоих братьев. Герц еврейка и исповедует консервативный иудаизм.

## Фильмография
- 1981 — На правильном пути / On the Right Track — девушка
- 1981 — Бесконечная любовь / Endless Love — Пэтти
- 1984 — Алфавитный город / Alphabet City — София
- 1984 — 16 свечей / Sixteen Candles — Робин
- 1985 — Шалопай / Mischief
- 1986 — Брокер / Quicksilver — Терри
- 1986 — Дети солнца / Solarbabies — Терра
- 1986 — Перекрёсток / Crossroads — Фрэнсис
- 1987 — Меньше, чем ноль / Less Than Zero — Блэр
- 1987 — Пропащие ребята / The Lost Boys — Стар
- 1989 — Ренегаты / Renegades — Барбара
- 1990 — Братья-сёстры, соперники-соперницы / Sibling Rivalry — Дженни
- 1990 — А ей ни слова обо мне / Don’t Tell Her It’s Me — Эмили
- 1992 — Девушка из Джерси / Jersey Girl — Тоби
- 1996 — Смерч / Twister — Мелисса